# Grigori Misiutin
Grigori Misiutin (en ruso: Григорий Мисютин; en ucraniano: Григо́рій Місю́тін; Oleksandria, Ucrania, URSS, 29 de diciembre de 1970) es un gimnasta artístico retirado ucraniano, campeón olímpico en el concurso por equipos, en 1992, y seis veces campeón del mundo entre 1991 y 1995 en la mayoría de las pruebas de la gimnasia artística.

## Carrera deportiva
En el Mundial de Indianápolis 1991 gana tres medallas de oro: en la general individual —donde queda por delante de sus compatriotas Vitali Scherbo (plata) y Valeri Liukin (bronce), en anillas —quedando por delante del alemán Andreas Wecker y el italiano Jury Chechi—, y en el concurso por equipos —la Unión Soviética queda por delante de China (plata) y Alemania (bronce)—; sus cinco compañeros del equipo soviético fueron: Vitali Scherbo, Alekséi Voropáyev, Valeri Liukin, Igor Korobchinsky y Valery Belenky.
En el Mundial de París 1992, representando al Equipo Unificado —ya que poco antes había desaparecido la Unión Soviéica— gana el oro en barra fija —por delante del chino Li Jing y su compatriota Igor Korobchinsky—, y el bronce en anillas —por detrás de su compatriota Vitaly Scherbo (oro) y del húngaro Szilveszter Csollány—; poco después en los JJ. OO. de Barcelona gana el oro en el concurso por equipos —por delante de China (plata) y Japón (bronce)—; sus compañeros de equipo en esta ocasión eran: Valery Belenky, Igor Korobchinski, Alekséi Voropáyev, Vitali Scherbo y Rustam Sharipov. Asimismo en esta olimpiadas gana cuatro medallas de plata: general individual —tras su compatriota Vitali Scherbo—, suelo —tras el chino Li Xiaoshuang y empatado con el japonés Yukio Iketani—, barra fija —tras el estadounidense Trent Dimas y empatado a puntos con el alemán Andreas Wecker—, y salto de potro, de nuevo tras su compatriota Vitali Scherbo. 
En el Mundial de Birmingham 1993 gana el oro en suelo, por delante de su compatriota Vitali Scherbo que empató a puntos con el británico Neil Thomas.
En el Mundial de Sabae 1995 consigue un oro en salto de potro —empatado a puntos con el ruso Alekséi Nemov— y un bronce en suelo, tras el bielorruso (ahora ya no eran compañeros de equipo) Vitali Scherbo y el chino Li Xiaoshuang.
Por último, para poner punto final a esta esplendorosa carrera, en el Mundial de San Juan 1996 gana el bronce en suelo, quedando por detrás de nuevo de Vitali Scherbo y Alekséi Voropáyev.